# Färöischer Fußballpokal 2005
Der Färöische Fußballpokal 2005, ebenfalls bekannt als Løgmanssteypið 2005, fand zwischen dem 5. März und 29. Juli 2005 statt und wurde zum 51. Mal ausgespielt. Im Endspiel, welches im Tórsvøllur-Stadion in Tórshavn auf Naturrasen ausgetragen wurde, siegte GÍ Gøta mit 4:1 gegen ÍF Fuglafjørður und konnte den Pokal somit zum sechsten Mal gewinnen. Zudem nahm GÍ Gøta dadurch an der 1. Qualifikationsrunde zum UEFA-Pokal 2006/07 teil.
GÍ Gøta und ÍF Fuglafjørður belegten in der Meisterschaft die Plätze neun und sechs. Mit B71 Sandur und B68 Toftir erreichten zwei Zweitligisten das Halbfinale sowie mit Fram Tórshavn ein Drittligist das Viertelfinale. Titelverteidiger HB Tórshavn schied hingegen im Viertelfinale aus.

## Teilnehmer
Teilnahmeberechtigt waren alle 21 A-Mannschaften der vier färöischen Ligen. Im Einzelnen waren dies:
| Formuladeildin | 1. Deild                                                                      | 2. Deild                  | 3. Deild               |
| B36 Tórshavn EB/Streymur GÍ Gøta HB Tórshavn ÍF Fuglafjørður KÍ Klaksvík NSÍ Runavík Skála ÍF TB Tvøroyri VB/Sumba | AB Argir B68 Toftir B71 Sandur FS Vágar 2004 LÍF Leirvík Royn Hvalba SÍ Sumba | Fram Tórshavn SÍ Sørvágur | MB Miðvágur NÍF Nólsoy |

## Modus
Aufgrund der Erhöhung auf 27 Ligaspiele für jede Mannschaft der Formuladeildin wurde die Gruppenphase wieder abgeschafft und nur noch im K.-o.-System gespielt. Sämtliche Erstligisten sowie zwei ausgeloste Zweitligisten waren für die 2. Runde gesetzt. Die verbliebenen Mannschaften spielten in zwei Runden die restlichen vier Teilnehmer aus.

## Qualifikationsrunde
Die Partie der Qualifikationsrunde fand am 5. März statt.
|             | Ergebnis  |               |
| ----------- | --------- | ------------- |
| Royn Hvalba | 0:1 (0:1) | FS Vágar 2004 |

## 1. Runde
Die Partien der 1. Runde fanden zwischen dem 16. und 19. März statt.
|             | Ergebnis      |               |
| ----------- | ------------- | ------------- |
| NÍF Nólsoy  | 10:13 (0:2) 1 | Fram Tórshavn |
| SÍ Sørvágur | 12:3 (1:2) 2  | FS Vágar 2004 |
| LÍF Leirvík | 12:0 (0:0) 3  | AB Argir      |
| SÍ Sumba    | 1w/o 4        | MB Miðvágur   |

## 2. Runde
Die Partien der 2. Runde fanden zwischen dem 19. März und 20. April statt.
|               | Ergebnis             |                 |
| ------------- | -------------------- | --------------- |
| MB Miðvágur   | 0:2 (0:1)            | B71 Sandur      |
| EB/Streymur   | 0:1 (0:0)            | B68 Toftir      |
| Fram Tórshavn | 11:7 (0:5) 1         | KÍ Klaksvík     |
| FS Vágar 2004 | 1:2 n. V. (1:1, 1:1) | TB Tvøroyri     |
| HB Tórshavn   | 3:2 (3:1)            | NSÍ Runavík     |
| Skála ÍF      | 11:4 (1:1) 2         | B36 Tórshavn    |
| LÍF Leirvík   | 12:4 (1:0) 3         | GÍ Gøta         |
| VB/Sumba      | 10:1 (0:1) 4         | ÍF Fuglafjørður |

## Viertelfinale
Die Viertelfinalpartien fanden am 5. Mai statt.
|             | Ergebnis             |                 |
| ----------- | -------------------- | --------------- |
| B68 Toftir  | 2:1 (0:1)            | Fram Tórshavn   |
| GÍ Gøta     | 3:1 (2:0)            | Skála ÍF        |
| HB Tórshavn | 0:1 (0:1)            | ÍF Fuglafjørður |
| TB Tvøroyri | 2:4 n. V. (2:2, 1:1) | B71 Sandur      |

## Halbfinale
Die Hinspiele im Halbfinale fanden am 6. Juli statt, die Rückspiele am 24. Juli.
|                 | Gesamt |            | Hinspiel  | Rückspiel |
| --------------- | ------ | ---------- | --------- | --------- |
| B71 Sandur      | 2:7    | GÍ Gøta    | 1:5 (1:2) | 1:2 (0:0) |
| ÍF Fuglafjørður | 3:1    | B68 Toftir | 2:1 (1:0) | 1:0 (1:0) |

## Finale
| Paarung         | GÍ Gøta – ÍF Fuglafjørður |
| Ergebnis        | 4:1 (2:0) |
| Datum           | 29. Juli 2005 |
| Stadion         | Tórsvøllur, Tórshavn |
| Zuschauer       | 2.500 |
| Schiedsrichter  | Birgir Sondum (Tórshavn) |
| Tore            | 1:0 Hanus Jacobsen (31.) 2:0 Hanus Jacobsen (44.) 2:1 Gunnar G. Nielsen (74.) 3:1 Áslakur R. Petersen (83.) 4:1 Hanus Jacobsen (86.) |
| GÍ Gøta         | Sunvard Joensen – Jónreid Dalheim, Hanus Jacobsen, Kaj Ennigarð, Atli Gregersen, Hans Jørgen Djurhuus (88. Robert Rzeczycki), Sámal Joensen – Súni Olsen, Áslakur R. Petersen (86. Sam Jacobsen) – Krzysztof Popczynski, Poul Arni Jacobsen (57. Magni Jarnskor) Cheftrainer: Krzysztof Popczynski ( Polen)  |
| ÍF Fuglafjørður | Tórður Thomsen – Áki Petersen, Rúni E. Elttør, Símun Eliasen – Fritleif í Lambanum, Hanus Eliasen (77. Atli Petersen), Eyðolvur Reinert-Petersen , Emil Nolsøe Leifsson (57. Gunnar G. Nielsen), Høgni J. Zachariassen – Sylla Amed Davy, Magni á Lakjuni (66. Bárður á Lakjuni) Cheftrainer: Petur Simonsen |
| Gelbe Karten    | Áslakur R. Petersen, Hans Jørgin Djurhuus – Eyðolvur Reinert-Petersen, Høgni J. Zachariassen, Fritleif í Lambanum |

## Torschützenliste
Bei gleicher Anzahl von Treffern sind die Spieler nach dem Nachnamen alphabetisch geordnet.
| Platz | Spieler              | Verein          | Tore |
| ----- | -------------------- | --------------- | ---- |
| 1     | Hansmar Poulsen      | Fram Tórshavn   | 05   |
| 2     | Hanus Jacobsen       | GÍ Gøta         | 04   |
| 2     | Sámal Joensen        | GÍ Gøta         | 04   |
| 4     | Sunnleif J. Midjord  | Fram Tórshavn   | 03   |
| 4     | Súni Olsen           | GÍ Gøta         | 03   |
| 4     | Kári Reynheim        | Fram Tórshavn   | 03   |
| 7     | Sylla Amed Davy      | ÍF Fuglafjørður | 02   |
| 7     | Hanus Eliasen        | ÍF Fuglafjørður | 02   |
| 7     | Clayton Nascimento   | B71 Sandur      | 02   |
| 7     | Andreas Lava Olsen   | LÍF Leirvík     | 02   |
| 7     | Tummas Pauli Olsen   | B71 Sandur      | 02   |
| 7     | Áslakur R. Petersen  | GÍ Gøta         | 02   |
| 7     | Krzysztof Popczynski | GÍ Gøta         | 02   |
| 7     | Magnus Skoralíð      | LÍF Leirvík     | 02   |